# 岡本充弘
岡本充弘（おかもと みちひろ、1945年- ）は、日本の西洋史学者、東洋大学名誉教授。専攻：イギリス近代史、歴史理論、グローバリゼーション。

## 人物・来歴
栃木県生まれ。東京大学人文科学系大学院西洋史学博士課程単位取得退学。山形大学人文学部講師、助教授、東洋大学文学部教授。東洋大学人間科学総合研究所所長を務め、2016年定年、名誉教授。

## 著書
- 『国境のない時代の歴史』近代文芸社, 1993.1
- 『開かれた歴史へ 脱構築のかなたにあるもの』御茶の水書房, 2013.1
- 『過去と歴史 「国家」と「近代」を遠く離れて』御茶の水書房, 2018.2
- 『「小さな歴史」と「大きな歴史」のはざまで 歴史についての断章』花伝社, 2022.3

### 共編
- 『歴史として、記憶として 「社会運動史」1970～1985』喜安朗,北原敦,谷川稔共編. 御茶の水書房, 2013.5
- 『歴史を射つ 言語論的転回・文化史・パブリックヒストリー・ナショナルヒストリー』鹿島徹,長谷川貴彦,渡辺賢一郎共編. 御茶の水書房, 2015.9

### 翻訳
- ブランコ・ラジッチ,ミロラド・M.ドラチコヴィチ『コミンテルンの歴史』菊地昌典監訳, 岡本充弘 [等]訳. 三一書房, 1977.8
- ドロシィ・トムスン『チャーティスト 産業革命期の民衆政治運動』古賀秀男共訳. 日本評論社, 1988.9
- T.スパイビ『グローバリゼーションと世界社会』三嶺書房, 1999.11
- キース・ジェンキンズ『歴史を考えなおす』 (叢書・ウニベルシタス) 法政大学出版局, 2005.9

## 論文
- <岡本充弘